# الذكاء الاصطناعي في الصيدلة
الذكاء الاصطناعي في الصيدلة هو تطبيق الذكاء الاصطناعي لاكتشاف الأدوية وتطويرها وعلاج المرضى بالأدوية. يمكن للذكاء الاصطناعي تبسيط العمليات الدوائية، وتعزيز الإنتاجية، وتسريع تطوير الأدوية. لكن التكاليف واللوائح وقضايا الثقة لا تزال قائمة. تم إنشاء كميات كبيرة من البيانات الصحية، لكن تحليل "البيانات الضخمة" لا يزال يمثل تحديًا. ومع ذلك يتمتع الذكاء الاصطناعي في ممارسات الصيدلة بالقدرة على إحداث ثورة في جميع جوانب البحوث الصيدلانية وكذلك تحسين التطبيق السريري للمستحضرات الصيدلانية للوقاية من الأمراض أو علاجها.لقد وجدت تقنية الذكاء الاصطناعي، وهي التكنولوجيا التي تمكن الآلات من محاكاة الذكاء البشري، تطبيقات في البحوث الصيدلانية، وتصنيع الأدوية، وأنظمة توصيل الأدوية، وتحسين التجارب السريرية، وخطط العلاج، والخدمات التي تركز على المريض.

## اكتشاف وتطوير العقاقير
تقوم خوارزميات الذكاء الاصطناعي بتحليل مجموعات كبيرة من البيانات بسرعة ودقة أكبر من الطرق التقليدية. وقد مكن هذا من تحديد الأدوية المحتملة المرشحة، والتنبؤ بتفاعلاتها، وتحسين التركيبات. تساعد عمليات المحاكاة والنمذجة المعتمدة على الذكاء الاصطناعي الباحثين في فهم التفاعلات الجزيئية، وبالتالي تسريع الجدول الزمني لتطوير الدواء.

## أنظمة توصيل الدواء
يُحدث الذكاء الاصطناعي ثورة في أنظمة توصيل الأدوية. يمكن لتكنولوجيا الذكاء الاصطناعي أن تساعد في تحديد الأهداف البيولوجية للمستحضرات الصيدلانية، وتقييم الملامح الدوائية للأدوية المحتملة، وتحليل المعلومات الجينية؛ وفي المستقبل، يمكن أن يؤدي هذا إلى أدوية مخصصة للفرد، وعلاجات السرطان المستهدفة، واللقاحات الصالحة للأكل.